# Desregulación televisiva
La Desregulación televisiva fue un proceso de desregulación español que consistió en la posibilidad de existencia de televisiones de titularidad privada, basadas en el concepto de libertad de empresa y libertad de información. La concepción liberal-mercantilista permite que cualquier persona pueda dirigir una cadena de televisión sin salirse de los límites que en cada país establezca la ley. Este proceso permite la coexistencia entre televisiones públicas y privadas. En España la desregulación empezó a finales de los años 80.
- Datos: Q5804431